# ダイコー通産
ダイコー通産株式会社（ダイコーつうさん）は、愛媛県松山市姫原に本社を置く卸売業を営む企業。

## 事業所
- 本社 - 愛媛県松山市姫原3丁目6番11号
- 札幌営業所 - 北海道札幌市東区伏古1条2丁目3番13号
- 仙台営業所 - 宮城県仙台市宮城野区高砂2丁目2番2号
- 東京営業所 - 東京都江東区平野3丁目2番6号 木場パークビル5階
- 名古屋営業所 - 愛知県名古屋市天白区一本松1丁目509番地
- 金沢営業所 - 石川県金沢市松島2丁目206
- 大阪営業所 - 大阪府大阪市旭区中宮1丁目5番32号
- 岡山営業所 - 岡山県岡山市北区青江5丁目25番5号
- 広島営業所 - 広島県広島市西区観音本町1丁目20番19号
- 高松営業所 - 香川県高松市上林町505番地1
- 福岡営業所 - 福岡県福岡市博多区東那珂3丁目1番17号
- 沖縄営業所 - 沖縄県那覇市与儀1丁目14番20号
- 本社物流センター - 愛媛県松山市姫原3丁目6番11号
- 東京物流センター - 東京都江東区辰巳3丁目19番8号

## 沿革
- 1975年6月 - 電話用電線の卸販売を目的に設立。
- 1976年6月 - ケーブルテレビ用電線･材料の卸販売開始。
- 1979年
  - 1月 - 岡山営業所を開設。
  - 6月 - 大阪営業所を開設。
- 1984年10月 - 本社を愛媛県松山市姫原に新築移転。
- 1993年6月 - 東京営業所を開設。
- 1994年6月 - 輸入品の取り扱いを開始。
- 1995年
  - 10月 - 高松営業所を開設。
  - 11月 - TFC社CATVケーブルの本格的な販売を開始。  オリジナルブランド（DANシリーズ）商品の販売を開始。
- 1996年5月 - 金沢営業所を開設。
- 1998年
  - 4月 - 松山本社第1物流センターを新設。
  - 6月 - ジュピターテレコムと取引を開始。 輸入ケーブル及びオリジナルブランド（DANシリーズ）商品を納入。
- 1999年1月 - ベルデン社とケーブルの仕入取引を開始。
- 2000年5月 - 本社新社屋が完成。
- 2001年10月 - アクテルナ社（現・JDSU社）商品の販売を開始。  福岡営業所を開設。
- 2002年
  - 4月 - メディアッティコミュニケーションズ（現・ジュピターテレコム）と取引を開始。輸入ケーブル及びオリジナルブランド（DANシリーズ）商品を納入。
  - 5月 - 徳島県三好郡池田町（現・三好市）のCATV局において中核設備であるセンター系設備の設計提案の後、納入契約受注。
  - 11月 - 名古屋営業所を開設。
- 2003年
  - 7月 - ジャパンケーブルネットと取引を開始。輸入ケーブル及びオリジナルブランド（DANシリーズ）商品を納入。
  - 8月 - トーカイ・ブロードバンドコミュニケーション（現・TOKAIケーブルネットワーク）と取引を開始。アクテルナ社製測定器の納入を始める。
- 2005年9月 - 本社第2物流センターを新設。
- 2006年4月 - 広島営業所を開設。
- 2007年10月 - 仙台営業所を開設。
- 2010年8月 - 札幌営業所を開設。
- 2013年6月 - 本社第3物流センターを新設。
- 2014年6月 - 睦通信株式会社を買収。
- 2015年
  - 1月 - 有限会社デンツー産業を買収。
  - 4月 - デンツー産業を吸収合併。沖縄営業所を開設。
  - 6月 - 睦通信を吸収合併。
- 2019年3月 - 東京証券取引所第2部に上場[2]。
- 2020年5月 - 東京証券取引所第1部に指定替え。